# Philip Inman, 1. Baron Inman
Philip Albert Inman, 1. Baron Inman PC (* 12. Juni 1892 in Knaresborough, Yorkshire; † 26. August 1979) war ein britischer Politiker der Labour Party, der 1946 als Baron Inman in den erblichen Adelsstand erhoben wurde und dadurch bis zu seinem Tod Mitglied des House of Lords war. 1947 war er für einige Zeit Vorsitzender des BBC Board of Governors und bekleidete zwischen April und Oktober 1947 kurzzeitig das Amt des Lordsiegelbewahrers. 

## Leben
Inman verließ 1904 als Zwölfjähriger die Schule, um in einem Stiefelgeschäft zu arbeiten und sich das Schulgeld für das Technical College der University of Leeds zu verdienen. Später arbeitete er als Chemiker in Taylor’s Drug Store und nahm daneben Privatunterricht zur Erweiterung seiner Bildung. 1912 begann er ein Studium am Headingley College in Leeds. Er nahm 1914 kurzzeitig am Ersten Weltkrieg teil, ehe noch 1914 wegen einer Tuberkuloseerkrankung ausgemustert wurde. 
Die folgenden Jahre waren von Krankenhausaufenthalten zur Heilung von der Tuberkulose geprägt, ehe er Geschäftsführer des Charing Cross Hospital wurde. Daneben engagierte er sich für mehrere Wohltätigkeitsorganisationen. Inman engagierte sich in der Labour Party und pflegte Freundschaften mit bekannten Politikern wie Richard Stafford Cripps, Frank Pakenham, 7. Earl of Longford, Arthur Henderson und Ellen Wilkinson. 
Durch ein Letters Patent vom 30. Januar 1946 wurde er als Baron Inman, of Knaresborough in the West Riding of the County of York in den erblichen Adelsstand erhoben und gehörte damit bis zu seinem Tod dem House of Lords als Mitglied an. Als Oberhausmitglied befasste er sich unter anderem mit Gesetzen zur Gesundheitspolitik der Zeit nach dem Zweiten Weltkrieg wie dem National Insurance Act 1946 und dem National Health Service Act 1946.
Als Nachfolger von Allan Powell wurde er Anfang 1947 Vorsitzender des Rundfunkrates der British Broadcasting Corporation (BBC Board of Governors) und übte diese Funktion bis zu seiner Ablösung durch Ernest Simon, 1. Baron Simon of Wythenshawe im April 1947.
Am 23. April 1947 wurde Baron Inman von Premierminister Clement Attlee als Nachfolger von Arthur Greenwood zum Lordsiegelbewahrer (Lord Privy Seal) in dessen Kabinett berufen und bekleidete dieses Amt bis zu seiner Ablösung durch Christopher Addison, 1. Viscount Addison am 28. Oktober 1947.  Darüber hinaus wurde er 1947 zum Mitglied des Privy Council (PC) berufen.
Aus seiner am 27. August 1919 mit May Dew geschlossenen Ehe gingen sein Sohn Philip John Cope Inman sowie seine Tochter Rosemary Eban hervor. Da sein Sohn allerdings bereits 1968 verstorben war und Baron Inman somit ohne männlichen Nachkommen verstarb, erlosch mit seinem Tod 1979 der Titel als Baron Inman.

## Veröffentlichungen
Inman verfasste zahlreiche Bücher, die sich mit der Organisation und Verwaltung von Krankenhäusern befassten, aber auch einen Roman sowie autobiografische Werke. Zu seinen bekanntesten Veröffentlichungen gehören:
- The human touch; sunshine and shadow in a London hospital, 1927
- The Silent Loom: Tales, 1930
- The Golden Cup. Experiences in a London hospital, 1932
- The Sweepstakes, 1933
- Oil and wine, 1934
- Christ in the Modern Hospital, 1937
- Straight Runs Harley Street. A novel, 1942
- No Going Back. An Autobiography, Autobiografie, Verlag Williams & Norgate, 1952
- My Philosophy of Life. A symposium, 1958